# 차즈 오브 더 라이트 브리게이드 (1968년 영화)
차지 오브 더 라이트 브리게이드(The Charge Of The Light Brigade)는 영국에서 제작된 토니 리처드슨 감독의 1968년 영화이다. 트레버 하워드 등이 주연으로 출연하였고, 닐 하틀리 등이 제작에 참여하였다.

## 출연진

### 주연
- 트레버 하워드
- 버네사 레드그레이브

### 조연
- 존 길구드
- 해리 앤드루스
- 질 베넷
- 데이비드 헤밍스
- 피터 볼스
- T. P. 매케나
- 코린 레드그레이브

## 제작진
- 의상: 데이비드 워커